# MAVEN
MAVEN (Mars Atmosphere and Volatile EvolutioN) 은 화성 궤도에 머무르며 화성의 대기 조사와 연구를 진행하는 탐사선으로 화성의 대기와 화성의 물이 존재하게 된 배경을 알아내는 것이 주 목적이다.
MAVEN은 애틀러스 V 로켓에 탑재되어 2013년 11월 18일에 성공적으로 발사되었다. 1단 로켓 연소가 끝난 직후에 2단 로켓인 센타우르가 점화되어 지구 저궤도에 진입했고 27분 정도 지구 저궤도에 머무른 이후 약 5분 동안 센타우르 로켓을 통해 태양 주회 궤도에서 화성으로 가는 호만 전이 궤도를 형성했다.
이후 2014년 9월 22일에 최원점 6,200 km, 최근점 150 km 인 화성 궤도에 성공적으로 진입했다.

## 임무

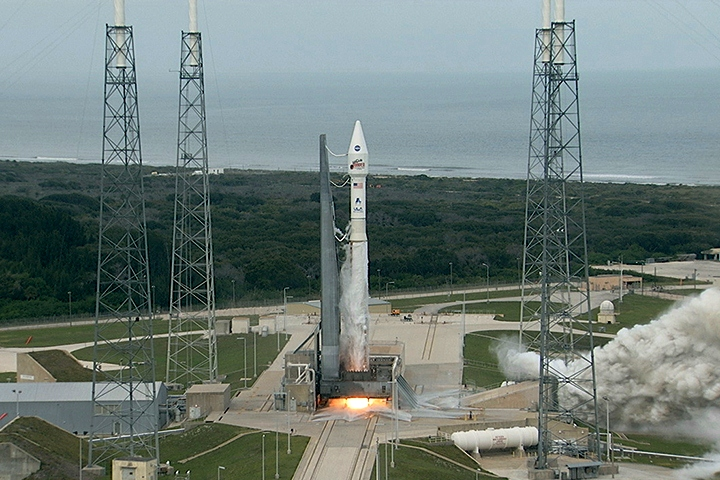
MAVEN을 실은 애틀러스 V 로켓의 발사 장면 (2013년 11월 18일)

MAVEN은 피닉스 (우주선) 외 많은 탐사선들과 더불어 2010년에 중단된 NASA의 마스 스카웃 프로그램의 일환이였다. 마스 스카웃 프로그램은 약 1억 8천 7백만 달러의 발사 비용을 제외한 총 비용을 4억 8천 5백만 비용 이내로 제한하는 것이 목표로 발사 비용을 포함한 총 임무 비용은 약 6억 7천 1백만 달러였다.
2008년 9월 15일에 NASA는 8가지 후보 중에서 마지막 2013 마스 스카웃 프로젝트로 MAVEN이 선정됐다고 발표했다. 이름의 의미는 "전문가" 란 뜻의 영단어 '메이븐'에서 따왔다.
2013년 8월 2일에 MAVEN은 플로리다의 케네디 우주 센터에 수송되어 발사 준비에 들어갔고 2013년 11월 18일에 케이프커내버럴 공군 기지에서 애틀러스 V 로켓에 실려 성공적으로 발사되었다. 화성 궤도에는 인도의 화성 탐사선인 망갈리얀이 도착한 2014년 9월 24일의 이틀 전인 2014년 9월 22일에 화성 궤도에 진입했다.
2013년 10월 1일에 MAVEN 발사 7주를 남긴 채 미국 연방 정부가 폐쇄되는 사건 발생하여 MAVEN 발사가 26개월 후로 지연되는 위기에 쳐했으나 2013년 11월 18일부터 같은 해 12월 7일까지 발사하지 않으면 화성과의 거리가 멀어지게 되어 발사 시기를 놓치게 되고
더불어 NASA가 이틀 뒤에 현재 화성 로버 미션인 큐리오시티 로버와 오퍼튜니티 로버의 중간 기점지 역할이 필수적으로 필요하기 때문에 발사를 연기하지 않는다고 밝혔다.
이후 2014년 9월 22일에 MAVEN은 약 10개월 동안 711 km를 비행하여 화성 궤도에 성공적으로 진입하였다.